# Paula Stradiņa Kliniske Universitetshospital
Paula Stradiņa Kliniske Universitetshospital (lettisk: Paula Stradiņa klīniskā universitātes slimnīca), populært sagt bare Stradiņi eller Stradiņa hospital, er et lettisk sygehus i bydelen Āgenskalns i hovedstaden Riga. Sygehuset er et statsejet almennyttigt aktieselskab, hvor statens ejerandel indehaves af Letlands sundhedsministerium.
Sygehusets navn er blevet ændret otte gange siden etableringen i 1910 som Riga Bys 2. Sygehus. Fra 1940 til 1941 var navnet – Statslige kliniske sygehus, fra 1941 til 1944 atter Riga Bys 2. Sygehus, og fra 1944 til 1948 – atter Statslige kliniske sygehus. Dernæst – Republikanske kliniske sygehus fra 1958 – Paula Stradiņa republikanske kliniske sygehus (opkaldt efter den mangeårige leder, kirurg Pauls Stradiņš), og fra 1993 – Paula Stradiņa statslige kliniske sygehus, fra 1995 – Letlands Medicinakademi Paula Stradiņa Kliniske Sygehus. Siden 1998 med det nuværende navn – Paula Stradiņa Kliniske Universitetssygehus.